# Landgericht Gernsheim
Das Landgericht Gernsheim war von 1839 bis 1879 ein Landgericht in der Provinz Starkenburg des Großherzogtums Hessen. Das Gericht hatte seinen Sitz im Rathaus von Gernsheim.

## Geschichte
Zum 16. Dezember 1839 wurde das Landgericht errichtet. Dazu wurden aus umliegenden Gerichtsbezirken Gemeinden ausgegliedert und in einem neuen Gerichtsbezirk zusammengefasst.

## Bezirk
Der Gerichtsbezirk setzte sich zusammen aus:
| Gemeinde       | Herkunft                | Zugang | Abgang | Nach                  |
| -------------- | ----------------------- | ------ | ------ | --------------------- |
| Biblis         | Landgericht Lorsch      | 1839   | 1879   | Amtsgericht Gernsheim |
| Biebesheim     | Landgericht Groß-Gerau  | 1839   | 1879   | Amtsgericht Gernsheim |
| Crumstadt      | Landgericht Groß-Gerau  | 1839   | 1879   | Amtsgericht Gernsheim |
| Eich           | Landgericht Zwingenberg | 1839   | 1853   | Landgericht Darmstadt |
| Eschollbrücken | Landgericht Zwingenberg | 1839   | 1853   | Landgericht Darmstadt |
| Gernsheim      | Landgericht Zwingenberg | 1839   | 1879   | Amtsgericht Gernsheim |
| Großrohrheim   | Landgericht Lorsch      | 1839   | 1879   | Amtsgericht Gernsheim |
| Hahn           | Landgericht Zwingenberg | 1839   | 1853   | Landgericht Darmstadt |
| Kleinrohrheim; | Landgericht Zwingenberg | 1839   | 1879   | Amtsgericht Gernsheim |
| Nordheim       | Landgericht Lorsch      | 1839   | 1879   | Amtsgericht Gernsheim |
| Stockstadt     | Landgericht Groß-Gerau  | 1839   | 1879   | Amtsgericht Gernsheim |
| Wattenheim     | Landgericht Lorsch      | 1839   | 1879   | Amtsgericht Gernsheim |

## Weitere Entwicklung
Bei Einrichtung der Landgerichte im Großherzogtum entsprachen deren Bezirke prinzipiell immer dem Gebiet eines Landratsbezirks oder dem Teil eines Landratsbezirks. Durch mehrere Verwaltungsreformen, 1821, 1832, 1848 und zuletzt 1852 sowie die Abschaffung der standesherrlichen Privilegien in der Revolution von 1848 hatten sich nicht nur die Bezeichnungen der Verwaltungsbezirke, sondern auch deren Grenzen geändert. Um das wieder anzugleichen, revidierte das Großherzogtum 1853 in den Provinzen Starkenburg und Oberhessen umfassend die Zuständigkeitsbereiche der Gerichte. Für das Landgericht Gernsheim hatte das die Folge, dass die Orte Eich, Eschollbrücken und Hahn an den Bezirk des Landgerichts Darmstadt fielen.

## Ende
Mit dem Gerichtsverfassungsgesetz von 1877 wurden Organisation und Bezeichnungen der Gerichte reichsweit vereinheitlicht. Zum 1. Oktober 1879 hob das Großherzogtum Hessen deshalb die Landgerichte auf. Funktional ersetzt wurden sie durch Amtsgerichte. So ersetzte das Amtsgericht Gernsheim das Landgericht Gernsheim. „Landgerichte“ nannten sich nun die den Amtsgerichten direkt übergeordneten Obergerichte. Das Amtsgericht Gernsheim wurde dem Bezirk des Landgerichts Darmstadt zugeordnet.

## Richter
- 1839–1848 Friedrich Carl Christian Pistor[7]
- 1849–1853 Karl Ludwig Buff[8]
- 1853–1857 Johann Georg Heinrich Stein
- 1857–1858 Johann Ernst Friedrich Albert Calmberg[9]
- 1858–1878 Ludwig Adolf Hermann Schäfer
- 1878–1879 Johannes Hess[10]